# Alpi occidentali della Lavanttal
Le Alpi occidentali della Lavanttal (in tedesco Lavanttaler Alpen) sono una sottosezione delle Alpi di Stiria e Carinzia. La vetta più alta è lo Zirbitzkogel che raggiunge i 2.396 m s.l.m..
Si trovano in Austria (Carinzia) e prendono il nome dalla Lavanttal, valle percorsa dal fiume Lavant, e che le delimita a oriente.

## Classificazione

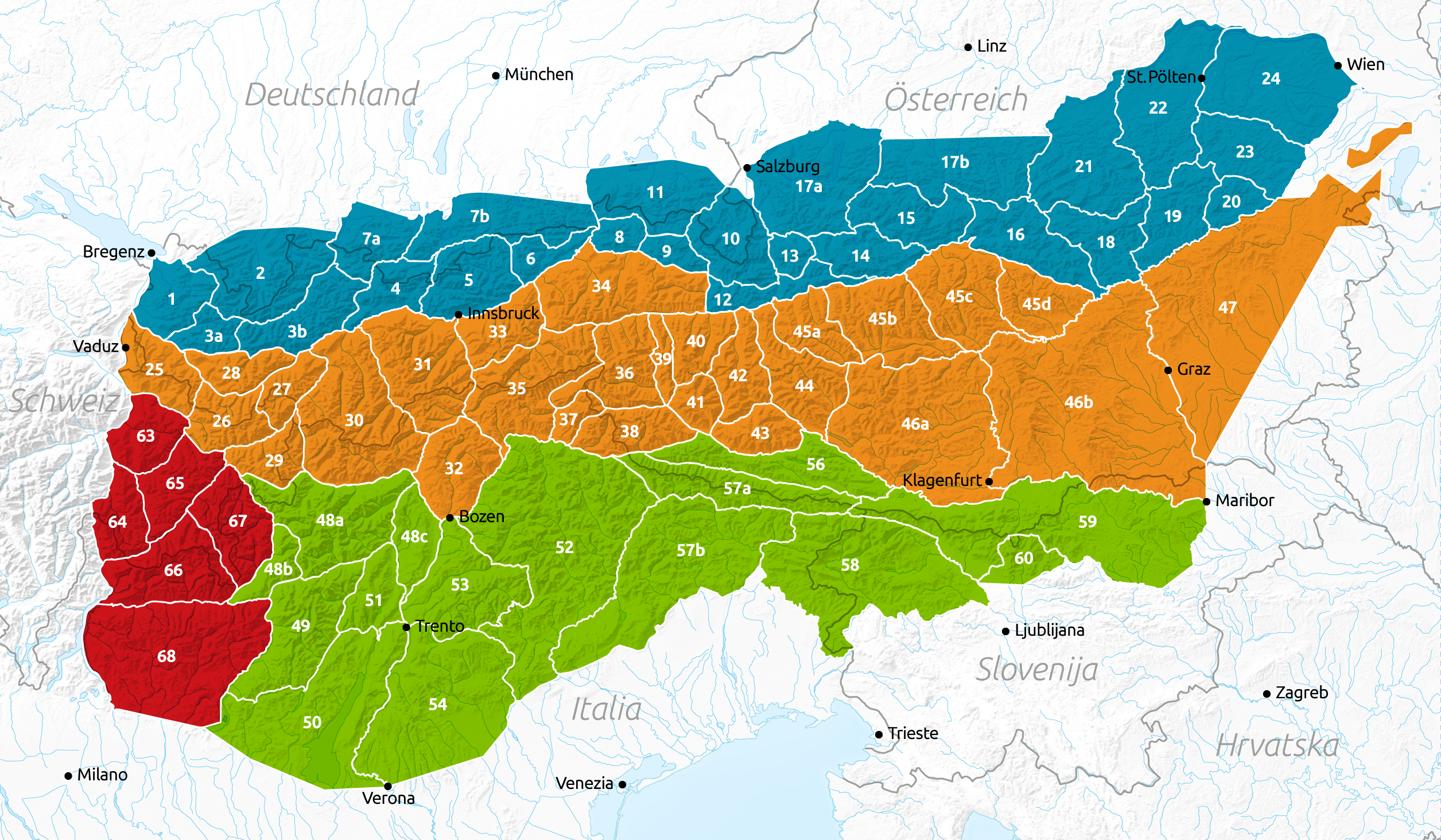
Le Alpi della lavanttal secondo l'AVE sono individuate dal numero 46b.

Secondo la SOIUSA sono una sottosezione alpina con la seguente classificazione:
- Grande parte = Alpi Orientali
- Grande settore = Alpi Centro-orientali
- Sezione = Alpi di Stiria e Carinzia
- Sottosezione = Alpi occidentali della Lavanttal
- Codice = II/A-19.II

Secondo la classificazione tedesca dell'AVE, le Alpi occidentali della Lavanttal sono una parte delle più estese Alpi della Lavanttal (gruppo 46b), che oltre a esse includono anche le zone montuose a oriente del fiume Lavant, che la SOIUSA attribuisce invece alle Prealpi nord-occidentali di Stiria e alle Prealpi sud-occidentali di Stiria nelle Prealpi di Stiria.

## Delimitazioni
Confinano:
- a nord con i Tauri di Wölz e di Rottenmann (nelle Alpi dei Tauri orientali) e separate dal corso del fiume Mura;
- a nord-est con le Prealpi nord-occidentali di Stiria (nelle Prealpi di Stiria) e separate dall'Obdacher Sattel;
- ad est con le Prealpi sud-occidentali di Stiria (nelle Prealpi di Stiria) e separate dal corso del fiume Lavant;
- a sud con le Prealpi Slovene nord-orientali (nelle Prealpi Slovene) e separate dal corso del fiume Drava;
- a sud-ovest si stemperano nella piana di Klagenfurt;
- ad ovest con le Alpi della Gurktal (nella stessa sezione alpina) e separate dal Neumarkter Sattel.

## Suddivisione

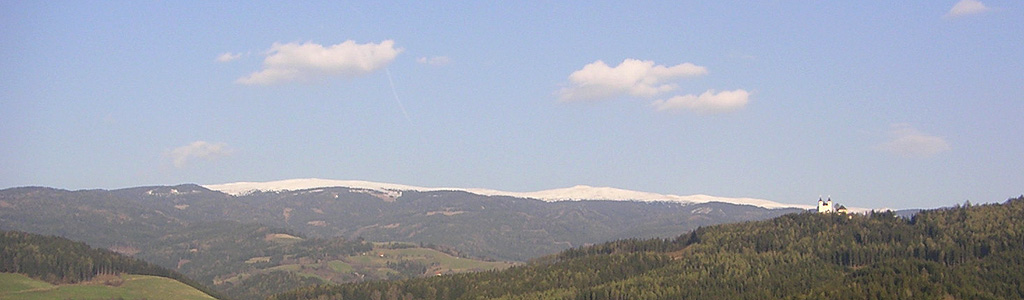
Il Gruppo del Ladinger Spitze.

Secondo la SOIUSA si suddividono in quattro supergruppi e sette gruppi:
- Catena Kreiskogel-Zirbitzogel (A)[3]
  - Gruppo del Kreiskogel (A.1)
  - Gruppo del Zirbitzogel (A.2)
- Catena Waldkogel-Grafenkogel (B)[4]
  - Catena Waldkogel-Gallekogel (B.3)
  - Catena Grafenkogel-Gasserriegel (B.4)
- Gruppo del Ladingerspitze (C)[5]
  - Gruppo del Kienberg (C.5)
  - Gruppo del Landinger Spitze (C.6)
- Montagne di Griffn (D)
  - Montagne di Griffn (D.7)

## Vette principali
- Zirbitzkogel - 2.396 m
- Kreiskogel - 2.306 m
- Landinger Spitze - 2.079 m
- Kienberg - 2.050 m